# Patrick Burssens
Patrick Burssens es un jinete mexicano que compitió en la modalidad de doma. Ganó cuatro medallas en los Juegos Panamericanos entre los años 1987 y 1999.

## Palmarés internacional
| Juegos Panamericanos | Juegos Panamericanos          | Juegos Panamericanos | Juegos Panamericanos |
| Año                  | Lugar                         | Medalla              | Categoría            |
| -------------------- | ----------------------------- | -------------------- | -------------------- |
| 1987                 | Indianápolis (Estados Unidos) | Medalla de bronce    | Por equipos          |
| 1995                 | Mar del Plata (Argentina)     | Medalla de oro       | Individual           |
| 1995                 | Mar del Plata (Argentina)     | Medalla de oro       | Por equipos          |
| 1999                 | Winnipeg (Canadá)             | Medalla de bronce    | Por equipos          |